# Marco Ospitalieri
Marco Ospitalieri (Maasmechelen, 6 april 1992) is een Belgisch voetballer die als vleugelverdediger of als  middenvelder speelt. 

## Carrière
Ospitalieri speelde van 2004 tot en met 2012 in de jeugd van PSV, dat hem in 2012 verhuurde aan het eerste team van FC Eindhoven. Hiervoor maakte hij op 10 augustus 2012 zijn debuut in het betaald voetbal, in een wedstrijd in de Eerste divisie tegen MVV. na zijn huurperiode bij Eindhoven sloot hij aan bij datzelfde MVV, waarmee hij twee jaar in dezelfde competitie speelde. Zijn contract hier liep in 2015 af.
Nadat stages bij N.E.C. en Roda JC Kerkrade niet in een contract resulteerden, was een stage bij Fortuna Sittard wel succesvol en tekende hij in september 2015 hier een contract voor twee seizoenen. In 2018 promoveerde hij met de club naar de Eredivisie. Ospitalieri kwam nog één seizoen met de club op het hoogste niveau uit, maar verliet op het einde van het seizoen de club met een aflopend contract.
In januari 2020 sloot hij zich na een halfjaar zonder club aan bij URSL Visé, dat toen uitkwam in Eerste klasse amateurs. Ospitalieri speelde vier competitiewedstrijden voor de club, maar in maart 2020 werd de competitie vroegtijdig stopgezet vanwege de coronapandemie. In de zomer van 2020 tekende hij bij SK Londerzeel, maar dat seizoen werd er ook amper gevoetbald vanwege de coronapandemie. Zijn volgende club was Park FC Houthalen, waarmee hij tweede werd in Tweede provinciale en via de eindronde promoveerde. Ospitalieri promoveerde evenwel niet mee, want na amper één seizoen verkaste hij al naar Eendracht Termien.

## Clubstatistieken
| Seizoen | Club                  | Competitie                 | Wedstrijden | Doelpunten |
| ------- | --------------------- | -------------------------- | ----------- | ---------- |
| 2012/13 | PSV                   | Eredivisie                 | 0           | 0          |
| 2012/13 | → FC Eindhoven (huur) | Eerste divisie             | 24          | 3          |
| 2013/14 | MVV Maastricht        | Eerste divisie             | 34          | 6          |
| 2014/15 | MVV Maastricht        | Eerste divisie             | 37          | 1          |
| 2015/16 | Fortuna Sittard       | Eerste divisie             | 19          | 0          |
| 2016/17 | Fortuna Sittard       | Eerste divisie             | 27          | 0          |
| 2017/18 | Fortuna Sittard       | Eerste divisie             | 29          | 1          |
| 2018/19 | Fortuna Sittard       | Eredivisie                 | 10          | 0          |
| 2019/20 | URSL Visé             | Eerste klasse amateurs     | 4           | 0          |
| 2020/21 | SK Londerzeel         | Tweede afdeling            |             |            |
| 2021/22 | Park FC Houthalen     | Tweede provinciale Limburg |             |            |
| 2022/23 | Eendracht Termien     | Derde afdeling             |             |            |
| 2023/24 | Eendracht Termien     | Derde afdeling             |             |            |
| Totaal  |                       |                            | 184         | 11         |